# -에인
-에인(영어: -ane)은 유기화학에서 사용되는 접미사로 –C–C– 그룹이 유기화학의 명명법에 따라 가장 높은 우선 순위를 갖는 유기 화합물의 이름을 형성하는 데 사용된다. 이러한 유기 화합물을 알케인이라고 한다. 알케인은 포화 탄화수소이다.
비금속의 포화 수소화물의 이름은 접미사 "-에인"으로 끝난다. 규소의 수소화물은 실레인(SiH4)이라고 한다. 붕소의 수소화물은 보레인(BH3)이라고 한다.
마지막 "-e"는 모음으로 시작하는 접미사 앞에서 삭제(예: propanol)된다.
대안적으로 "-에인"은 원소의 단핵 수소화물에 사용될 수 있다. 예를 들어 CH4의 경우 메테인(methane), H2O (물)의 경우 옥시데인(oxidane)이다. (어원에 대해서는 알케인 문서를 참조)

## 같이 보기
- 유기화학의 IUPAC 명명법
- -엔
- -인
- -아인